# Colin Rowe
Colin Rowe (Rotherham, 27 marzo 1920 – Arlington, 5 novembre 1999) è stato un architetto e urbanista britannico naturalizzato statunitense, storico dell'architettura e teorico dell'urbanistica. Gli viene riconosciuta una grande influenza intellettuale sul mondo dell'architettura e dell'urbanistica nella seconda metà del ventesimo secolo ed oltre, in particolare nei settori della pianificazione urbanistica, della rigenerazione, e della progettazione urbana.
Ha studiato presso la facoltà di architettura presso l'università di Liverpool e storia dell'arte presso il Warburg Institute di Londra. Ha poi insegnato in varie scuole, fra cui l'Università del Texas ad Austin e l'Università Cornell.
Nel 1995 ha ricevuto la medaglia d'oro dal Royal Institute of British Architects (RIBA).